# أنتييه ويسترمان
انتييه يسترمان (بالألمانية: Antje Westermann)‏ هي ممثلة ألمانية، ولدت في 13 سبتمبر 1971 في ألمانيا. من الجوائز التي نالتها جائزة الفيلم الألماني ‏.

## جوائز
- جائزة الفيلم الألماني [الإنجليزية]‏

## وصلات خارجية
- انتييه يسترمان على موقع IMDb (الإنجليزية)
- انتييه يسترمان على موقع ألو سيني (الفرنسية)
- انتييه يسترمان على موقع أول موفي (الإنجليزية)
- انتييه يسترمان على موقع قاعدة بيانات الفيلم (الإنجليزية)
- انتييه يسترمان على موقع كينوبويسك (الروسية)